# Goran Stojanović (handbollsspelare född 1966)

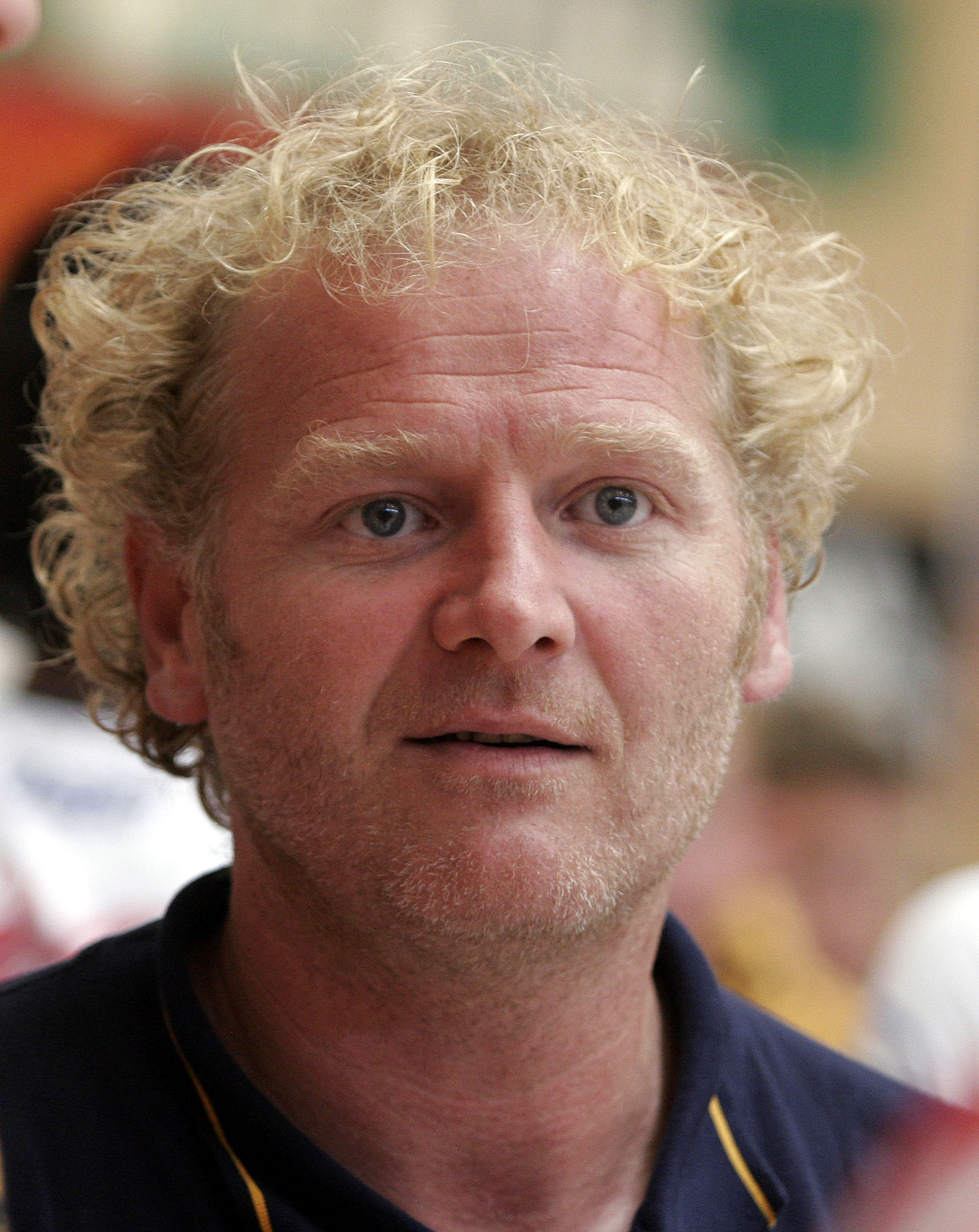
Goran Stojanović, 2007.

Goran Stojanović (serbokroatiska: Горан Стоjановић), 29 januari 1966 i Kotor i dåvarande Jugoslavien, är en tysk handbollstränare och före detta handbollsmålvakt. Han spelade 120 landskamper för Jugoslaviens landslag.

## Klubbar
- Röda stjärnan Belgrad (1985–1988)
- Zagreb-Chromos (1988–1991)
- RK Partizan (1991–1992)
- Pamplona (1992–1993)
- BM Cuenca (1993–1995)
- Röda stjärnan Belgrad (1995–1996)
- THW Kiel (1996–1999)
- VfL Bad Schwartau (1999–2002)
- HSV Hamburg (2002–2007)
- SC DHfK Leipzig (2011)